# Las Poquianchis

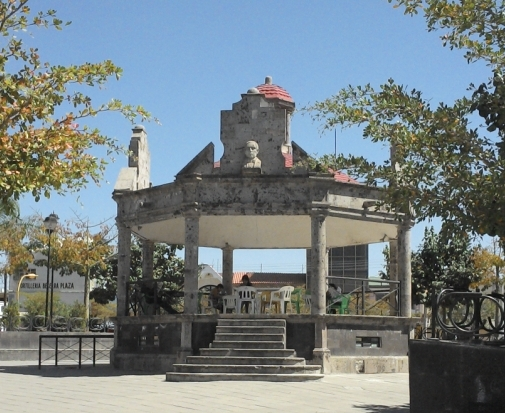
El Salto

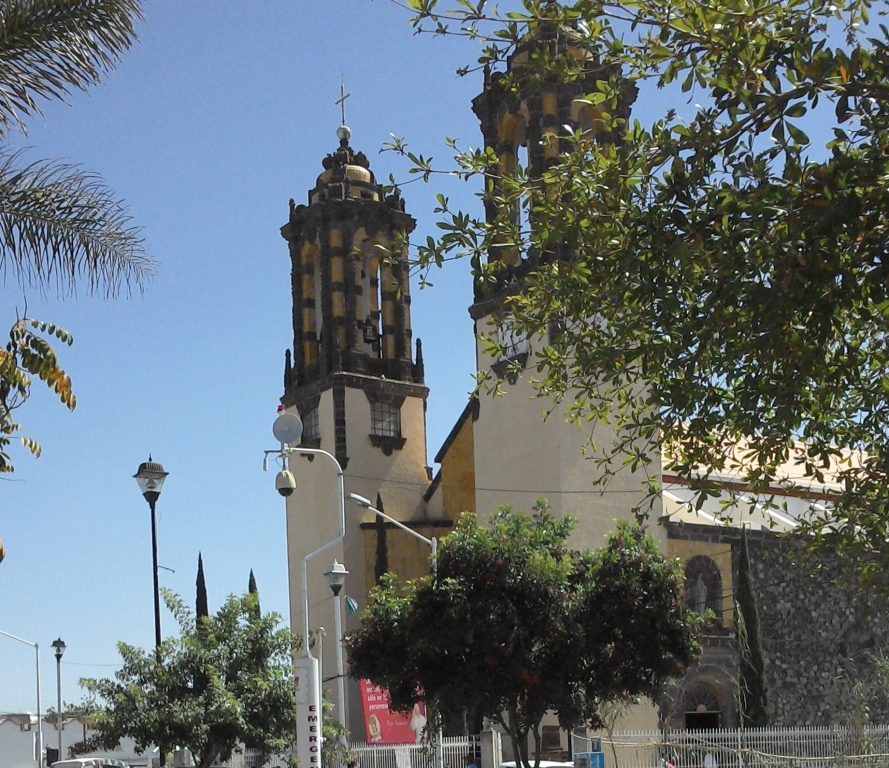
El Salto

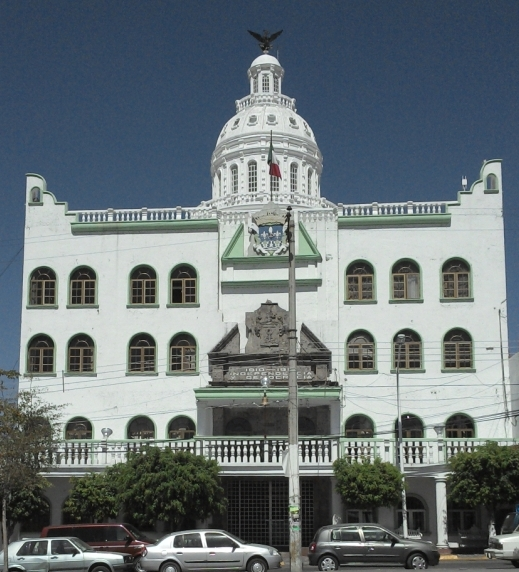
El Salto

Las Poquianchis

Las «Poquianchis» es el nombre con el que se conoció a un grupo femenino de asesinas seriales mexicanas activas entre 1945 y 1964, principalmente en la ciudad de San Francisco del Rincón, Gto., México; enterraban los cuerpos de sus víctimas en la ciudad de Purísima del Rincón, Gto., México. El grupo estaba conformado por las cuatro hermanas de la familia González Valenzuela:

- Delfina González Valenzuela (n. 31 de diciembre de 1909, Bellavista, Acatlán de Juárez,[3] Jal. - f. 17 de octubre de 1968, Irapuato, Gto.) era la mayor de las hermanas y la líder del grupo.
- María del Carmen González Valenzuela (1913 - 1949)
- María Luisa "Eva" González Valenzuela (n. 27 de agosto de 1912 Ahuisculco, Tala, Jal., México[4] - f. 19 de noviembre de 1984, Irapuato, Gto.).
- María de Jesús González Valenzuela (n. 1 de enero de 1924 - f. mediados de los años 1990) era la menor de las hermanas.

Las cuatro mujeres eran dueñas de varios burdeles en Guanajuato y Jalisco. Sus víctimas fueron en su mayoría mujeres a las que privaron de su libertad para que ejercieran como prostitutas, aunque también asesinaron a clientes y bebés de las mujeres esclavizadas. El número confirmado de víctimas es de 91, pero se cree que pudieron matar a más de 150 personas, lo que las convierte en las asesinas seriales más prolíficas registradas en la historia de México.

## Antecedentes

### La familia González Valenzuela
Las hermanas nacieron con el apellido Torres Valenzuela y fueron hijas del matrimonio de Isidro Torres y Bernardina Valenzuela, oriundos de El Salto, Jal. La familia González era una familia muy disfuncional, su padre trabajaba como policía para el gobierno porfirista con el cargo de alguacil y se mantuvo en el puesto aún después de la etapa más intensa de la Revolución mexicana, en el gobierno de Venustiano Carranza, e incluso estuvo encargado de ejecutar a prisioneros villistas. Era un hombre violento, prepotente y autoritario que con frecuencia golpeaba a su esposa e hijos. Se cuenta que desde pequeñas obligaba a sus hijas a ver las ejecuciones de los presos. Por su parte, su madre era una mujer muy religiosa.
Los maltratos en la casa llegaron a tal punto que en cierta ocasión Carmen González, siendo una adolescente, se fugó de casa con su novio, Luis Jasso, varios años mayor que ella. Su padre la buscó y tras encontrarla, la golpeó y encarceló por varios meses en la prisión municipal (sin ninguna causa u orden de aprehensión). Ese mismo día Isidro Torres se convirtió en prófugo de la justicia al asesinar a un presunto delincuente, llamado Félix Ornelas; el finado era un hacendado sospechoso de diversos delitos, que murió durante el intento de arresto al recibir varios disparos por la espalda por parte de Isidro Torres. Carmen salió de prisión gracias a un hombre de alrededor de cincuenta años, dueño de una tienda de abarrotes con quien había entablado una relación amorosa. Fruto de esta relación nació un hijo.
La familia Torres Valenzuela se vio forzada a cambiar su apellido por el de González, para evitar posibles represalias y poder huir del pueblo. El padre se separó de su familia para vivir una vida de fugitivo.

### Incursión como empresarias
En 1935, la familia vivía en un estado de pobreza lamentable. Las hermanas habían conseguido empleo en una fábrica textil, pero los salarios apenas les servían para subsistir.
En 1938, Carmen conoció a un hombre llamado Jesús Vargas "El Gato", con el que entabló una relación; ese mismo año se fueron a vivir juntos. Abrieron una pequeña cantina en El Salto. Vargas malgastó las ganancias del establecimiento hasta llevarlo a la ruina. Después de esto, Carmen lo abandonó y regresó a vivir con su familia.
Para ese momento los padres de las hermanas González habían muerto, dejándoles una modesta herencia. Con este capital, Delfina González abrió su primer burdel ubicado en El Salto. La prostitución era ilegal en Jalisco, pero la vigilancia para combatir esa práctica era pobre. El prostíbulo estuvo activo por mucho tiempo, hasta que una riña suscitada en el lugar llamó la atención de las autoridades, que cerraron el establecimiento.

## El burdel «El Guadalajara de noche»
En 1954, Delfina mudó el establecimiento a Lagos de Moreno, Jal., durante las festividades de la feria anual celebrada en el pueblo. Para establecer el negocio, las mujeres contaron con el apoyo de varias autoridades corruptas. El propio alcalde concedió los permisos para que el negocio operara como bar a cambio de favores sexuales.
Las mujeres eran engañadas o compradas a tratantes. El sistema con el que operaba el burdel era semejante al peonaje empleado durante el Porfiriato: las cautivas estaban obligadas a comprarle a las madrotas suministros, como ropa y comida, a precios arbitrarios, acumulando así inmensas deudas. Entonces eran forzadas a prostituirse para poder pagarles.

## Corrupción
Según el relato de las hermanas González Valenzuela, las técnicas que usaban para instalar un prostíbulo consistían primeramente en hacer amistad con las autoridades para estar protegidas. En muchas ocasiones se hicieron amantes y proporcionaron dinero a funcionarios locales para asegurar que su negocio no fuera cerrado.
Ya instaladas en sus cabarets, “Las Poquianchis” contrataban personas para que recorrieran la República en busca de adolescentes de entre 12 y 15 años de edad (rara vez un poco más grandes) y por medio del engaño y la extorsión las condujeran a sus negocios, donde una vez que entraban, eran mantenidas en cautiverio para prostituirlas.[cita requerida]
La Secretaría de Salud emitía tarjetas de control falsas, que “Las Poquianchis” utilizaban para presumir de que las muchachas estaban sanas. Estas tarjetas costaban mucho dinero, pero servían para que los clientes estuvieran tranquilos.

## Se destapa el caso
En 1964, Catalina Ortega, una de las más recientes muchachas en llegar al prostíbulo, logró escapar y se presentó en la comandancia de la Policía Judicial de León, Gto.. Las autoridades giraron una orden de aprehensión y se dirigieron a San Francisco del Rincón, Gto. Ahí detuvieron a Delfina y a María de Jesús. María Luisa logró escapar al último momento. El caso fue ampliamente difundido por la revista Alarma!. Algunas mujeres rescatadas dieron testimonio de los hechos.

## Crímenes
Las mujeres contaron a los judiciales cómo algunas de sus compañeras fueron golpeadas y torturadas por sus patronas, e incluso varias fueron asesinadas y enterradas dentro del mismo predio donde eran explotadas. Las víctimas relataron a las autoridades que nunca las dejaban salir de las casas de citas, y que cuando resultaban embarazadas les practicaban abortos y en caso de nacer los niños, estos eran asesinados.
Según el relato de las rescatadas, “Las Poquianchis” también asesinaban a aquellas prostitutas que “ya no les servían” sepultándolas vivas en un panteón clandestino ubicado en el poblado de San Ángel, en Purísima del Rincón, Gto. Este “trabajo” era realizado por el capitán del Ejército, Hermenegildo Zúñiga Maldonado, conocido como “El Capitán Águila Negra”, quien fue amante de Delfina y su protector.

## El relato
Delfina desarrolló un método de secuestro que dejaba mayores ganancias: acudían a rancherías o pueblos cercanos, donde buscaban a las niñas más bonitas. No importaba si tenían doce, trece o catorce años de edad; llevaban cómplices masculinos que, si las sorprendían solas, simplemente las secuestraban. O si estaban acompañadas de sus padres, generalmente campesinos, se les acercaban y les ofrecían darles trabajo a las hijas como sirvientas. Los padres accedían, “Las Poquianchis” se llevaban a las niñas y de inmediato empezaba su tormento.
Apenas llegaban al burdel, “Las Poquianchis” procedían a desnudar a las niñas por completo y examinarlas. Si consideraban que tenían “suficiente carne”, los ayudantes que habían contratado se encargaban de violarlas, uno tras otro, y si lloraban o se resistían, las golpeaban.
Después, “Las Poquianchis” las bañaban con cubetadas de agua helada, les daban vestidos y las sacaban por la noche a que comenzaran a atender a la clientela del bar, bajo amenazas de muerte. Los clientes se mostraban siempre encantados de encontrar niñas de tan corta edad, por lo que el negocio prosperó rápidamente. Las hermanas alimentaban a sus esclavas sexuales solamente con cinco tortillas duras y un plato de frijoles al día.
Cuando una de las mujeres llegaba a cumplir veinticinco años, “Las Poquianchis” ya la consideraban “vieja”. Procedían entonces a entregársela a Salvador Estrada Bocanegra “El Verdugo”, quien la encerraba en uno de los cuartos del rancho, sin darle de comer ni beber por varios días; entraba constantemente para patearla y golpearla con una tabla de madera en cuyo extremo había un clavo afilado. Una vez que la mujer estaba tan débil que ya no podía ni siquiera intentar defenderse, “El Verdugo” la llevaba a la parte de afuera del rancho y, tras cavar una zanja profunda, la enterraba viva. A otras les aplicaban planchas calientes sobre la piel, las arrojaban desde la azotea para que murieran al caer, o les destrozaban la cabeza a golpes.
Si una de las muchachas se embarazaba, padecía anemia y estaba demasiado débil para atender a sus clientes, o si se atrevía a no sonreírle a los parroquianos era asesinada. Los bebés que llegaron a nacer fueron asesinados y enterrados, con excepción de un niño, al que guardaron para vendérselo a un cliente que quería experimentar con él; mientras tanto se dedicaron a maltratarlo.
También practicaban abortos clandestinos en las jóvenes más populares, con tal de no perder esa fuente de ingresos. Las mujeres, además, eran obligadas a limpiar el lugar, a cocinar y a atender a “Las Poquianchis”.
“Las Poquianchis” habían reclutado a varios ayudantes que las auxiliaban en sus labores. Uno era Francisco Camarena García, el chófer que se encargaba de transportar a las jovencitas reclutadas, junto con Enrique Rodríguez Ramírez; otro era Hermenegildo Zúñiga, excapitán del ejército, conocido como “El Águila Negra”, quien servía como su guardaespaldas y cuidador del burdel.
José Facio Santos, velador y cuidador del rancho; y Salvador Estrada Bocanegra, “El Verdugo”, quien golpeaba a las prostitutas que protestaban por algo y, cuando alguna amenazaba con marcharse o denunciar los maltratos a los que era sometida, se encargaba de asesinarla y enterrarla. También policías y militares utilizaban los servicios de las niñas esclavas, todo gratis a cambio de protección para el burdel.
María Auxiliadora Gómez, Lucila Martínez del Campo, Guadalupe Moreno Quiroz, Ramona Gutiérrez Torres, Adela Mancilla Alcalá y Esther Muñoz “La Pico Chulo” eran prostitutas que se convirtieron en celadoras y castigadoras a cambio de que “Las Poquianchis” respetaran sus vidas.
Cuando alguna de las niñas nuevas no quería ceder ante el capricho de algún cliente, ellas se encargaban de arrastrarla de los cabellos por todo el burdel, llevarla a un cuarto y darle de palazos hasta dejarla inconsciente. “La Pico Chulo” también gustaba de matar a palazos a las muchachas, destrozándoles la cara y el cráneo con una tranca de madera.

### Ritos satánicos (mitos)
Entre los muchos mitos creados en torno a este caso, la prensa amarillista creó el de los ritos satánicos. Se afirmó que hacia 1963, “Las Poquianchis” incursionaron en el satanismo. Alguien les dijo que, si ofrecían sacrificios al Diablo, ganarían más dinero y tendrían protección. Desde ese momento, cada vez que llegaban nuevas niñas reclutadas, eran iniciadas en un extraño ritual.
Primero las hermanas Valenzuela encendían velas y veladoras, formando una estrella de cinco puntas. Luego llevaban un gallo, el cual era sacrificado. Entonces Delfina y sus hermanas se desnudaban para untarse la sangre del animal. Desnudaban además a las niñas nuevas, quienes eran violadas y sodomizadas por los cuidadores, mientras “Las Poquianchis” contemplaban la escena y se reían.
Después sus ayudantes llevaban a la habitación a algún animal, un macho cabrío o un perro, y obligaban a las niñas a realizar un acto zoofílico para alegría de quienes contemplaban la escena. Después, los hombres llamaban a las demás niñas para empezar una orgía, en la cual “Las Poquianchis” también participaban. Semanas después, comenzarían otro negocio: le quitaban la carne a los cadáveres de las prostitutas que iban asesinando, para venderla por kilo en el mercado, a tres pesos.

## Condena
Fueron trasladadas al Penal de Irapuato. Luego de varios meses que duró el proceso que consistió en careos e interrogatorios, finalmente Delfina, María de Jesús y María Luisa González Valenzuela, fueron acusadas de lenocinio, secuestro y homicidio calificado y recibieron la pena de 40 años de prisión, sin embargo, dos de ellas murieron tras las rejas antes obtener su libertad.
María de Carmen, fue la primera en morir, en 1949 a consecuencia del cáncer que padecía. Delfina, conocida como la Poquianchis Mayor, falleció el 17 de octubre de 1968 a los 56 años en la cárcel en Irapuato, de un hemorragia cerebral, luego de caerle sobre la cabeza una cubeta con cemento. María Luisa, apodada “Eva, la Piernuda”, perdió la vida en su celda de la cárcel municipal de Irapuato en noviembre de 1984 por un cáncer hepático. María de Jesús fue la única quien falleció en libertad a mediados de la década de los 90.

## Adaptaciones
El caso de “Las Poquianchis” fue un caso tan famoso que incluso fue el argumento de obras de teatro, películas (Las Poquianchis, 1976, dirigida por Felipe Cazals) y libros de algunos connotados literatos (Las muertas, novela de Jorge Ibargüengoitia) quienes adaptaron la historia. En 2011, en el último capítulo de la tercera temporada de la serie "Mujeres Asesinas" (adaptación de Televisa de la producción argentina, bajo la dirección de Pedro Torres) se hace referencia al caso de Las Poquianchis, dándole el nombre de "Las Cotuchas, Empresarias".[cita requerida]
En Teatro se han realizado algunas temporadas de la obra "Poquianchis" de Ioné Cervantes en 2017, 2019 y 2025.